# CF Montréal 2024
Questa voce raccoglie le informazioni riguardanti il Club de Foot Montréal nelle competizioni ufficiali della stagione 2024.

## Stagione
Quella del 2024 è la tredicesima stagione in Major League Soccer del CF Montréal.
La stagione è iniziata con un nuovo allenatore, Laurent Courtois, ed ha visto la squadra risultati altalenanti; grazie ad una serie di buoni risultati nell'ultima parte di stagione, il CF Montréal ha raggiunto i playoff grazie al 17º posto in regoular season. Nella fase preliminare si sono giocati l'accesso al tabellone principale contro l'Atlanta United e dopo essere stati in svantaggio per due a zero ed aver recuperato le due reti di svantaggio, grazie alla doppietta di Josef Martínez, vengono eliminati ai calci di rigore.

## Maglie e sponsor
Di seguito le divise da gioco.
| Casa | Trasferta |

## Organico

### Rosa 2024
Di seguito la rosa del Club de Foot Montréal aggiornata al 20 febbraio 2024.
| N. |                        | Ruolo | Calciatore              |
| -- | ---------------------- | ----- | ----------------------- |
| 1  | Canada (bandiera)      | P     | Sebastian Breza         |
| 2  | Kenya (bandiera)       | C     | Victor Wanyama          |
| 3  | Uruguay (bandiera)     | D     | Joaquín Sosa            |
| 4  | Colombia (bandiera)    | D     | Fernando Álvarez        |
| 5  | Grecia (bandiera)      | C     | Ilias Iliadis           |
| 6  | Canada (bandiera)      | C     | Samuel Piette           |
| 7  | Ghana (bandiera)       | A     | Kwadwo Opoku            |
| 8  | Bulgaria (bandiera)    | C     | Dominik Yankov          |
| 9  | Uruguay (bandiera)     | A     | Matías Cóccaro          |
| 10 | Stati Uniti (bandiera) | C     | Bryce Duke              |
| 11 | Costa Rica (bandiera)  | A     | Ariel Lassiter          |
| 11 | Canada (bandiera)      | D     | Jahkeele Marshall-Rutty |
| 13 | Stati Uniti (bandiera) | A     | Mason Toye              |
| 14 | Nigeria (bandiera)     | A     | Sunusi Ibrahim          |
| 16 | Canada (bandiera)      | D     | Joel Waterman           |
| 17 | Venezuela (bandiera)   | A     | Josef Martínez          |
| 18 | Canada (bandiera)      | C     | Rida Zouhir             |

| N. |                        | Ruolo | Calciatore             |
| -- | ---------------------- | ----- | ---------------------- |
| 19 | Canada (bandiera)      | C     | Nathan-Dylan Saliba    |
| 21 | Finlandia (bandiera)   | C     | Lassi Lappalainen      |
| 22 | Brasile (bandiera)     | D     | Ruan                   |
| 23 | Canada (bandiera)      | C     | Ousmane Jabang         |
| 23 | Stati Uniti (bandiera) | C     | Caden Clark            |
| 24 | Stati Uniti (bandiera) | D     | George Campbell        |
| 25 | Italia (bandiera)      | D     | Gabriele Corbo         |
| 26 | Islanda (bandiera)     | D     | Róbert Thorkelsson     |
| 27 | Stati Uniti (bandiera) | D     | Grayson Doody          |
| 27 | Polonia (bandiera)     | D     | Dawid Bugaj            |
| 28 | Belgio (bandiera)      | A     | Jules-Anthony Vilsaint |
| 29 | Canada (bandiera)      | C     | Mathieu Choinière      |
| 33 | Stati Uniti (bandiera) | P     | Logan Ketterer         |
| 40 | Canada (bandiera)      | P     | Jonathan Sirois        |
| 44 | Canada (bandiera)      | D     | Raheem Edwards         |
| 46 | Inghilterra (bandiera) | D     | Tom Pearce             |

## Staff tecnico
Di seguito lo staff tecnico del CF Montréal aggiornato al 31 gennaio 2024.
- Laurent Courtois - Allenatore
- Olivier Renard - Direttore sportivo
- Eduardo Sebrango - Allenatore in seconda
- Laurent Ciman - Allenatore in seconda
- David Sauvry - Allenatore in seconda
- Hervé Diese - Allenatore in seconda
- Romuald Peiser - Allenatore dei portieri
- Barthélémy Delecroix - Preparatore atletico
- Stefano Pasquali - Assistente preparatore atletico
- Louan Schlicht - Analista video

## Calciomercato

### Sessione invernale
| Acquisti | Acquisti        | Acquisti    | Acquisti    |
| R.       | Nome            | da          | Modalità    |
| -------- | --------------- | ----------- | ----------- |
| P        | Sebastian Breza | Bologna     | definitivo  |
| D        | Joaquín Sosa    | Bologna     | in prestito |
| D        | Raheem Edwards  | Toronto FC  | definitivo  |
| D        | Grayson Doody   | UCLA Bruins | definitivo  |
| D        | Ruan            | D.C. United | definitivo  |
| C        | Dominik Yankov  | Ludogorec   | definitivo  |
| A        | Matías Cóccaro  | Huracán     | definitivo  |
| A        | Josef Martínez  |             | svincolato  |

| Cessioni | Cessioni                | Cessioni      | Cessioni   |
| R.       | Nome                    | a             | Modalità   |
| -------- | ----------------------- | ------------- | ---------- |
| P        | James Pantemis          |               | svincolato |
| D        | Zachary Brault-Guillard |               | svincolato |
| D        | Aaron Herrera           | D.C. United   | definitivo |
| C        | Ahmed Hamdi             |               | svincolato |
| D        | Jean-Aniel Assi         |               | svincolato |
| A        | Jojea Kwizera           |               | svincolato |
| A        | Romell Quioto           |               | svincolato |
| A        | Chinonso Offor          | Arda Kărdžali | prestito   |

### A stagione in corso
| Acquisti | Acquisti                | Acquisti      | Acquisti   |
| R.       | Nome                    | da            | Modalità   |
| -------- | ----------------------- | ------------- | ---------- |
| D        | Tom Pearce              | Wigan         | definitivo |
| D        | Dawid Bugaj             | SPAL          | definitivo |
| D        | Jahkeele Marshall-Rutty | Toronto FC    | definitivo |
| C        | Alessandro Biello       |               | definitivo |
| C        | Matteo Schiavoni        | Bologna       | definitivo |
| C        | Caden Clark             | Minnesota Utd | definitivo |

| Cessioni | Cessioni           | Cessioni          | Cessioni   |
| R.       | Nome               | a                 | Modalità   |
| -------- | ------------------ | ----------------- | ---------- |
| D        | Róbert Thorkelsson | Kongsvinger       | prestito   |
| D        | Ruan               | FC Dallas         | definitivo |
| D        | Grayson Doody      | Las Vegas Lights  | prestito   |
| C        | Rida Zouhir        | Birmingham Legion | prestito   |
| C        | Mathieu Choinière  | Grasshoppers      | definitivo |
| C        | Ousman Jabang      | Las Vegas Lights  | prestito   |
| C        | Matteo Schiavoni   | Forge             | prestito   |
| C        | Ilias Iliadis      | Atlético Ottawa   | prestito   |
| A        | Chinonso Offor     | Arda Kărdžali     | definitivo |
| A        | Mason Toye         | Portland Timbers  | definitivo |
| A        | Ariel Lassiter     | Chicago Fire      | definitivo |

## Risultati

### MLS
La MLS non adotta il sistema a due gironi, uno di andata e uno di ritorno, tipico in Europa per i campionati di calcio, ma un calendario di tipo sbilanciato.
| Orlando 24 febbraio 2024 1ª giornata | Orlando City | 0 – 0 referto | CF Montréal | Exploria Stadium\| Arbitro: \| R. Santos \| |
| Arbitro:                             | R. Santos    |               |             |                                             |

| Arbitro: | K. Johnston |

|            |           |                           |
| Musa 45+1’ | Marcatori | 20’ Vilsaint 60’ Martínez |

| Arbitro: | A. Zhelyazkov |

|                         |           |                                    |
| Campana 71’ J. Alba 80’ | Marcatori | 13’ Álvarez 75’ Cóccaro 78’ Sunusi |

| Arbitro: | D. Beard |

|                                                               |           |                            |
| Haile-Selassie 45+8’ Gutiérrez 84’ Cuypers 90+5’ Acosta 90+8’ | Marcatori | 8’, 12’ Cóccaro 70’ Yankov |

| Arbitro: | R. Touchan |

|            |           |  |
| Santos 85’ | Marcatori |  |

| Arbitro: | F. Dujic |

|                                                    |           |  |
| Ruidíaz 20’, 27’ Morris 48’ Roldán 81’ Teves 90+7’ | Marcatori |  |

| Montreal 13 aprile 2024 7ª giornata                                     | CF Montréal | 2 – 1    | FC Cincinnati | Stade Saputo |
| \| \| \| \| \| Martínez 45+4', Lassiter 62' \| Marcatori \| Kubo 58' \| |             |          |               |              |
|                                                                         |             |          |               |              |
| Martínez 45+4', Lassiter 62'                                            | Marcatori   | Kubo 58' |               |              |

| Montreal 20 aprile 2024 8ª giornata | CF Montréal | – | Orlando City | Stade Saputo |

| Columbus 27 aprile 2024 9ª giornata | Columbus Crew | – | CF Montréal | Lower.com Field |

| Nashville 4 maggio 2024 10ª giornata | Nashville | – | CF Montréal | Geodis Park |

| Montreal 11 maggio 2024 11ª giornata | CF Montréal | – | Inter Miami | Stade Saputo |

| Montreal 15 maggio 2024 12ª giornata | CF Montréal | – | Columbus Crew | Stade Saputo |

| Toronto 18 maggio 2024 13ª giornata | Toronto FC | – | CF Montréal | BMO Field |

| Montreal 25 maggio 2024 14ª giornata | CF Montréal | – | Nashville | Stade Saputo |

| Montreal 29 maggio 2024 15ª giornata | CF Montréal | – | D.C. United | Stade Saputo |

| Filadelfia 1º giugno 2024 16ª giornata | Philadelphia Union | – | CF Montréal | Subaru Park |

| Montreal 15 giugno 2024 17ª giornata | CF Montréal | – | Real Salt Lake | Stade Saputo |

| Montreal 19 giugno 2024 18ª giornata | CF Montréal | – | N.Y. Red Bulls | Stade Saputo |

| Commerce City 22 giugno 2024 19ª giornata | Colorado Rapids | – | CF Montréal | Dick's Sporting Goods Park |

| Montreal 29 giugno 2024 20ª giornata | CF Montréal | – | Philadelphia Union | Stade Saputo |

| New York 3 luglio 2024 21ª giornata | New York City | – | CF Montréal | Yankee Stadium |

| Montreal 6 luglio 2024 22ª giornata | CF Montréal | – | Vancouver Whitecaps | Stade Saputo |

| Montreal 13 luglio 2024 23ª giornata | CF Montréal | – | Atlanta United | Stade Saputo |

| Harrison 17 luglio 2024 24ª giornata | N.Y. Red Bulls | – | CF Montréal | Red Bull Arena |

| Montreal 20 luglio 2024 25ª giornata | CF Montréal | – | Toronto FC | Stade Saputo |

| Montreal 24 agosto 2023 26ª giornata | CF Montréal | – | N.E. Revolution | Stade Saputo |

| Cincinnati 31 agosto 2024 27ª giornata | FC Cincinnati | – | CF Montréal | TQL Stadium |

| Montreal 14 settembre 2024 28ª giornata | CF Montréal | – | Charlotte FC | Stade Saputo |

| Foxborough 18 settembre 2024 29ª giornata | N.E. Revolution | – | CF Montréal | Gillette Stadium |

| Montreal 21 settembre 2024 30ª giornata | CF Montréal | – | Chicago Fire | Stade Saputo |

| Montreal 28 settembre 2024 31ª giornata | CF Montréal | – | S.J. Earthquakes | Stade Saputo |

| Atlanta 2 ottobre 2024 32ª giornata | Atlanta United | – | CF Montréal | Mercedes-Benz Stadium |

| Charlotte 5 ottobre 2024 33ª giornata | Charlotte FC | – | CF Montréal | Bank of America Stadium |

| 19 ottobre 2024 34ª giornata | CF Montréal | – | New York City | Stade Saputo |

### Canadian Championship
| 2024 Ottavi di finale |  | – |  |  |

### Leagues Cup
| 2024 Fase a gironi |  | – |  |  |

| 2024 Fase a gironi |  | – |  |  |